# Die in Cries
Die in Cries (ダイ・イン・クライズ , estilizado como DIE IN CRIES) foi um supergrupo japonês de visual kei ativo de 1991 a 1995. Formado por Kyo, Shin Murohime, Takashi Kaneuchi e Yukihiro, seu segundo álbum de estúdio Visage alcançou o top 5 da Oricon Albums Chart.

## Carreira
A banda D'erlanger se dissolveu em 1990, onde Kyo era vocalista, enquanto Yukihiro deixou a Zi:Kill na mesma época. Yukihiro, vendo que Kyo estava em uma situação semelhante, entrou em contato com ele sugerindo formarem uma banda juntos. Yukihiro sugeriu Shin do The Mad Capsule Markets como guitarrista. Em 1991, Die in Cries foi formado como sendo projeto solo de Kyo. O nome foi inspirado na letra da canção "Cries and Whispers" da banda Rain Tree Crow (Japan). A dupla Optic Nerve, consistindo em Shin e Yukihiro, participou como convidada no álbum de estreia Nothingness to Revolution, que teve elementos "digitais" e "cibernéticos" em sua musicalidade segundo o website CD Journal. Além disso, foi produzido por Yukihiro Oishi.Após a entrada do baixista Takashi do The Ace, convidado por Shin logo depois, Die in Cries passou a ser promovida como banda.
Em 1992, fizeram sua estreia em uma grande gravadora, a BMG Ariola, com o single "Melodies" e logo em seguida o álbum Visage. Mais tarde, em setembro, foi lançado o single "My Eyes ~Boku no Hitomi yo~". Os integrantes contaram que tiveram vários problemas durante a gravação da canção, Shin contou que atrasou devido ao uso de sintetizadores, por exemplo. Dois dias depois do single, foi lançado o álbum Node, que se inclinou para uma musicalidade mais popular. Em 1993, participaram de um evento dos artistas de rock da BMG Ariola no Nippon Budokan e foi lançado o álbum Eros, considerado influente para as bandas sucessoras. A turnê em promoção ao álbum se chamou Beardsley's Puzzle Tour, ocorreu de setembro a outubro e terminou com um show no Nippon Budokan. Neste ano também lançaram três singles: "to you", "Nocturne" e "Love Song" e em dezembro um álbum de rearranjos, chamado Classique Ave. no Tobenai Hato.
Die in Cries anunciou que estaria entrando em hiato em 5 de abril de 1994, apesar de ter lançado o single "Crescent Moon" no mês seguinte. Eles retomaram as atividades em outubro e em 28 de abril de 1995 lançaram o single "Tane", que se tornou o último. A banda se separou em 1995, após um show de despedida em 2 de julho no Tokyo NK Bay Hall. Eles lançaram um último álbum meses após a separação, Seeds, que segundo o website CD Journal "se libertou das amarras da música popular" devido á dissolução. Em 21 de outubro de 1995, foi lançado o álbum Re-make com remixes das canções da banda feitos por Yukihiro. Um mês antes, havia sido lançado um álbum ao vivo gravado no último show, com dois discos. Em 1997, o álbum de compilação e último trabalho Thanx: Best of Die in Cries foi lançado.
Após o fim do grupo, os membros entraram em outros projetos. Kyo e Shin formaram a banda Bug em 2001. Takashi entrou no grupo logo depois, porém um pouco mais tarde Shin saiu. O grupo acabou em 2012. Yukihiro entrou para o L'Arc~en~Ciel após a expulsão de Sakura e depois de alcançarem alto sucesso, ele formou o projeto solo Acid Android. Kyo reviveu o D'erlanger em 2007 e eles estão ativos até hoje.

## Membros
- Kyo (D'erlanger) – vocais
- Shin Murohime (The Mad Capsule Markets) – guitarra
- Takashi Kaneuchi (The Ace) – baixo
- Yukihiro (Zi:Kill, L'Arc~en~Ciel) – bateria

## Discografia
Álbuns
- Nothingness to Revolution (1 de agosto de 1991)
- Visage (11 de março de 1992) posição na Oricon Albums Chart: No. 5[4]
- Node (23 de setembro de 1992) No. 14
- Eros (7 de julho de 1993) No. 7
- Seeds (21 de junho de 1995) No. 20

Álbuns ao vivo
- Last Live「1995.7.2」 (21 de setembro de 1995) No. 16

Compilações
- Classique Ave. no Tobenai Hato (Classique Ave.の飛べない鳩) (1 de dezembro de 1993) No. 17
- Re-make (21 de outubro de 1995) No. 70
- Thanx: Best of Die in Cries (21 de junho de 1997)

Singles
- "Melodies"(5 de fevereiro de 1992) posição na Oricon Singles Chart: No. 24[8]
- "My Eyes ~Boku no Hitomi yo~" (MY EYES 〜僕の瞳よ〜) (21 de setembro de 1992) No. 29
- "to you" (8 de janeiro de 1993) No. 35
- "Nocturne" (2 de junho de 1993) No. 34
- "Love Song" (21 de novembro de 1993) No. 56
- "Crescent Moon" (21 de maio de 1994) No. 42
- "Tane" (種) (24 de maio de 1995) No. 46